# Mordella vesconis
Mordella vesconis es una especie de coleóptero de la familia Mordellidae.

## Distribución geográfica
Habita en Chile.